# Josef Thurner
Josef Thurner (* 25. August 1927 in Imsterberg-Endsfeld, Tirol) ist ein österreichischer Pathologe.
U.a. nach ihm ist das May-Thurner-Syndrom benannt.

## Leben

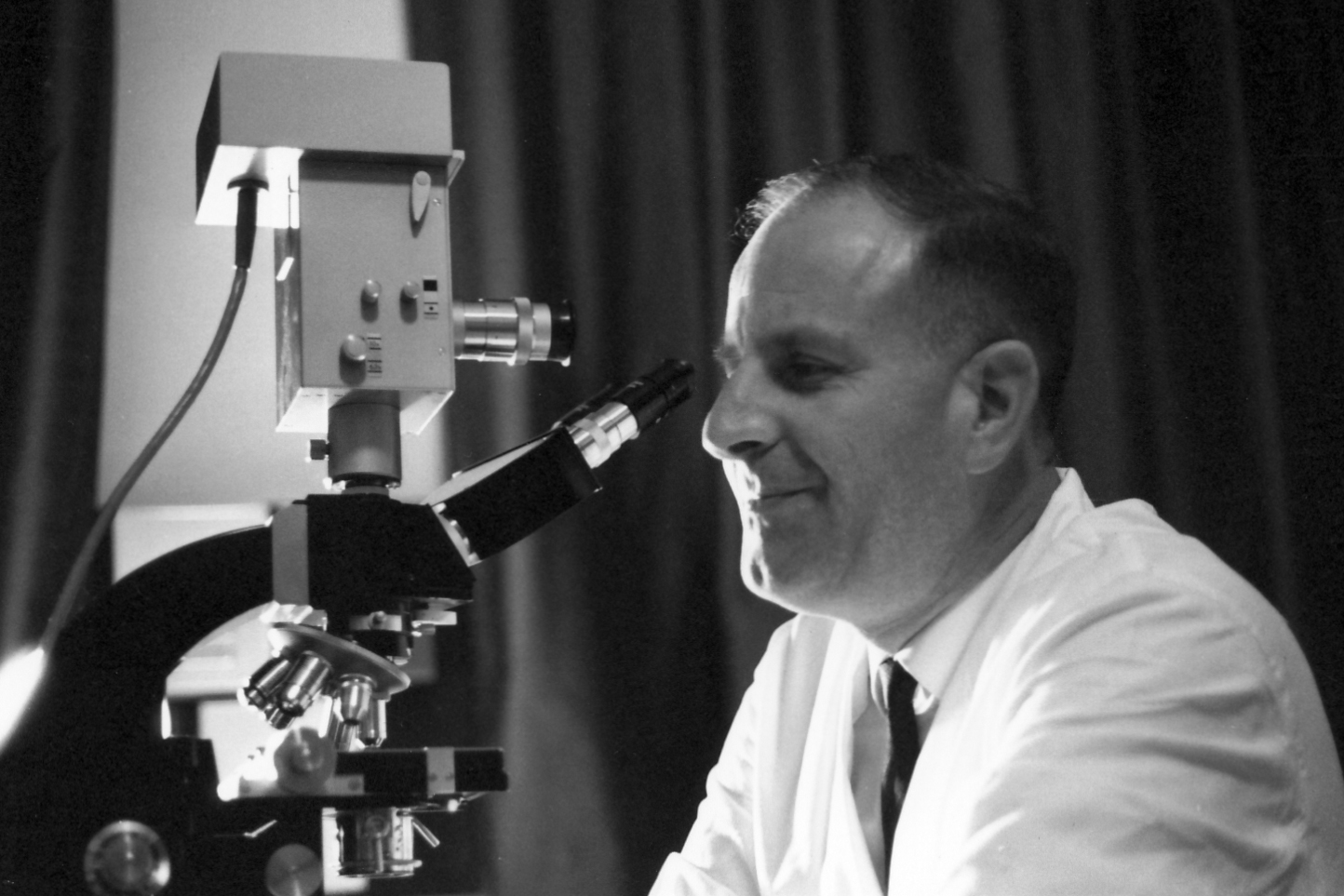
Josef Thurner

Josef Thurner, aufgewachsen in Mils bei Imst, besuchte Gymnasien in Landeck und Innsbruck. Unterbrochen durch den Wehrdienst bis 1945 und amerikanische Kriegsgefangenschaft in Steyr konnte er schließlich im Jahre 1947 die Matura erfolgreich abschließen. Anschließend absolvierte er ein Medizinstudium in Innsbruck mit Promotion zum Dr. med. univ. im Jahre 1953. Danach erhielt er eine Fachausbildung an der Medizinischen Fakultät der Universität Innsbruck. Die Verleihung der Venia legendi bzw. Habilitation als Universitätsdozent für das Fach Allgemeine und spezielle Pathologie und Pathohistologie erfolgte 1961. 1964 folgte die Ernennung zum Leiter des Instituts für Pathologie der Landeskliniken in Salzburg. Zum a.o. Universitätsprofessor wurde er durch den Bundespräsidenten im Jahre 1968 ernannt. 1993 wurde er emeritiert.

## Publikationen
- Iatrogene Pathologie. Pathologische Anatomie der Nebeneffekte ärztlicher Maßnahmen. Urban & Schwarzenberg Verlag, München / Berlin / Wien 1970, ISBN 3-541-05001-2.
- Erkrankungen der Gelenke. von F. J. Lang und J. Thurner In: Martin Staemmler (Hrsg.): Lehrbuch der Speziellen Pathologischen Anatomie. 11. und 12. Auflage. II. Band, 4. Teil, 7. Lieferung. Walter de Gruyter & Co, Berlin 1962.
- Traumatische Gelenkerkrankungen. und Gelenkendoprothesen. In: W. Doerr, G. Seifert (Hrsg.): Spezielle Pathologische Anatomie. Band 18/I, Springer-Verlag, Berlin / Heidelberg / New York / Tokyo 1984, ISBN 3-540-13136-1, S. 549–646.
- Synopsis der Leberkrankheiten. Lehrbuch und Atlas zur Diagnostik. von E. Schmidt, F. W. Schmidt, H. Themann, J. Thurner, H. Wallnöfer, Georg Thieme Verlag, Stuttgart 1974, ISBN 3-13-497001-5.
- Surgical anatomy and approaches to the foot. von J. Thurner und V. Turco, Aulo Gaggi Editore, Bologna 1988, ISBN 88-7744-041-4.
- Eine endemische Myokarditis im Raum Salzburg, wahrscheinlich Coxsackie-Virus-Myokarditis. In: Wiener klinische Wochenschrift. 86, Heft 18, Supplementum 27, 1974.
- Probleme der Phlebopathologie, mit besonderer Berücksichtigung der Phlebosklerose. von J. Thurner und R. May In: Zentralblatt für Phlebologie. Band 6, Heft 3, Hans Huber Verlag, Bern/Stuttgart 1967.
- Arthropathia deformans coxae. von F. J. Lang und J. Thurner In: P. Cohrs, W. Giese, H. Meessen (Hrsg.): Ergebnisse der allgemeinen Pathologie und Pathalogischen Anatomie, Band 46, Springer Verlag, Berlin / Heidelberg / New York 1965.
- The cause of the predominantly sinistral occurrence of thrombosis of the pelvic veins. von R. May und J. Thurner In: Angiology. 8 (5), U.S.A., 1957, PMID 13478912, S. 419–427.
- Pathologisch-anatomische Übersicht. In: H. P. Kuemmerle, A. Senn, P. Rentchnick, N. Goossens (Hrsg.): Klinik und Therapie der Nebenwirkungen. 1. Auflage. Georg Thieme Verlag, Stuttgart 1960, S. 1–61.
- Nebenwirkungen und ihre pathologische Anatomie. In: H. P. Kuemmerle, N. Goossens (Hrsg.): Klinik und Therapie der Nebenwirkungen. 2. Auflage. Georg Thieme Verlag, Stuttgart 1973, ISBN 3-13-367702-0, S. 8–54.
- Morphologie der iatrogenen Pathologie. In: H. P. Kuemmerle, N. Goossens (Hrsg.): Klinik und Therapie der Nebenwirkungen. 3. Auflage. Georg Thieme Verlag, Stuttgart / New York 1984, ISBN 3-13-367703-9, S. 14–84.
- Medizinische Deutung von Wunderheilungen ("Mirakelbücher"). In: Salzburgs Wallfahrten in Kult und Brauch. Katalog der XI. Sonderschau des Dommuseums zu Salzburg. Dommuseum zu Salzburg, 1985, ISBN 3-901162-02-X, S. 101–304.

## Anerkennungen
- 1961: C.-Reichert-Ehrenpreis, Wien
- 1966: Anton-von-Eiselsberg-Preis, Wien
- 1967: Wissenschaftlicher Preis der Schweizerischen Gesellschaft für Phlebologie, Zürich
- 1992: Ehrenbecher der Salzburger Landesregierung für die großen Verdienste um das Gesundheitswesen im Land Salzburg
- 1992: Ehrenmitglied der Salzburger Ärztegesellschaft